# Myeon
Myeon és una unitat administrativa utilitzada a Corea del Sud que agrupa diversos ri i equival al que es coneix com a districte.
Abans de l'1 d'octubre de 1961 tenia un govern de baix nivell. Amb la Llei de mesures provisionals sobre autonomia local es convertí en una àrea administrativa simple.